# Montreuil, Pas-de-Calais

Montreuil este o comună în Franța, sub-prefectură a departamentului Pas-de-Calais, în regiunea Nord-Pas de Calais.  În 2009 avea o populație de 2319 de locuitori.